# Lucía Puenzo
Lucía Puenzo (sinh ngày 28 tháng 11 năm 1976, Buenos Aires) là một tác giả, nhà biên kịch và đạo diễn phim người Argentina. Cô là con gái của đạo diễn, nhà sản xuất và nhà viết kịch bản từng giành giải Oscar, Luis Puenzo.

## Tuổi thơ
Puenzo học văn học tại Đại học Buenos Aires và tiếp tục theo học ENERC, trường điện ảnh của Viện phim quốc gia từ Argentina (INCAA), nơi cô tốt nghiệp. Cô đã làm việc với phim truyện, phim tài liệu và phim ngắn.

## Sự nghiệp
Puenzo bắt đầu sự nghiệp trong ngành công nghiệp điện ảnh với tư cách là nhà biên kịch; tác phẩm đầu tiên của cô là The Whore and the Whale (2002)  Cô cũng đã viết kịch bản cho bộ phim Through Your Eyes (2007), dựa trên truyện ngắn "Cinismo" của nhà văn người Argentina, Sergio Bizzio. Trong cùng năm đó, Puenzo đã ra mắt với vai trò đạo diễn với bộ phim, XXY (2007).
Trong phần lớn công việc của mình, Puenzo tập trung vào thời thơ ấu và thanh thiếu niên. Hầu hết các tác phẩm này đều có nhân vật trai giả gái hoặc lưỡng tính. Cô đóng khung những câu chuyện này thông qua ánh mắt ngây thơ của một đứa trẻ. Thông qua các cách thức này, cô cố gắng chống lại các mô hình phát triển dị hóa.
Trong một cuộc phỏng vấn với tạp chí Elle, Puenzo thảo luận về mối quan tâm của cô đối với chủ nghĩa hư vô. Một chủ đề phổ biến trong tác phẩm của cô, là niềm đam mê với việc điều chỉnh cơ thể con người, giống như cách Hitler cố gắng điều chỉnh cả một chủng tộc. Trong công việc mà cô ấy tạo ra, viết và chỉ đạo, chẳng hạn như XXY và Bác sĩ người Đức, cô ấy tập trung vào câu hỏi về các cơ quan sửa đổi y tế. Cô cho thấy tình trạng khó xử về đạo đức với y học hiện đại và việc tạo ra một "cơ thể hoàn hảo" nên phù hợp với điều gì. Với công việc của mình, Puenzo đề cập đến thực tế là xã hội tiếp tục đẩy mạnh tiêu chuẩn hóa. Cô thấy có một ranh giới mỏng manh giữa lợi ích của y học và những gì không cần thiết. Bằng cách giải quyết những câu chuyện khác nhau dao động qua lại, cô khám phá giới hạn của y học.
Là một đạo diễn, cô bị ảnh hưởng mạnh mẽ bởi những bộ phim câm. Mặc dù tác phẩm của cô có âm thanh, cô nỗ lực không chỉ dựa vào đối thoại nếu một cảnh có thể được kể lại thông qua một cái nhìn.
Ngoài việc chỉ đạo và viết kịch bản, Puenzo còn viết nhiều tiểu thuyết bao gồm El Niño Pez và Nueve Minutos. Cô đã sản xuất các bộ phim từ nhiều tiểu thuyết của mình.